# Incestophantes calcaratus
Incestophantes calcaratus är en spindelart som först beskrevs av James Henry Emerton 1909.  Incestophantes calcaratus ingår i släktet Incestophantes och familjen täckvävarspindlar. Inga underarter finns listade i Catalogue of Life.